# Cycas sundaica
Cycas sundaica Miq. ex A.Lindstr. & K.D.Hill, 2009 è una pianta appartenente alla famiglia delle Cycadaceae, diffusa in Indonesia.

## Descrizione
È una cicade con fusto eretto, alto sino a 5 m e con diametro di 20–35 cm.
Le foglie, pennate, lunghe 120–275 cm, sono disposte a corona all'apice del fusto e sono rette da un picciolo spinescente, lungo 30–67 cm; ogni foglia è composta da 75–114 foglioline lanceolate, con margine intero e apice spinoso, lunghe mediamente 23-34 cm, di colore dal verde chiaro al verde scuro, inserite sul rachide con un angolo di 180°.
È una specie dioica con esemplari maschili che presentano microsporofilli disposti a formare strobili terminali di forma ovoidale, lunghi 16–30 cm e larghi 9–15 cm, di colore giallo ed esemplari femminili con macrosporofilli disposti nella parte sommitale del fusto, con l'aspetto di foglie pennate lunghe 30-42 cm, che racchiudono gli ovuli, in numero di 2-8.  
I semi sono grossolanamente ovoidali, lunghi 45–55 mm, ricoperti da un tegumento di colore arancio, dotati di un endocarpo spugnoso.

## Distribuzione e habitat
La specie è diffusa nella parte orientale delle Piccole Isole della Sonda indonesiane (Sumbawa, Komodo, Rinca e Flores e Alor).
Cresce in foreste costiere di bassa quota.

## Conservazione
La specie è inserita nella Appendice II della Convention on International Trade of Endangered Species (CITES)